# Hyrylä

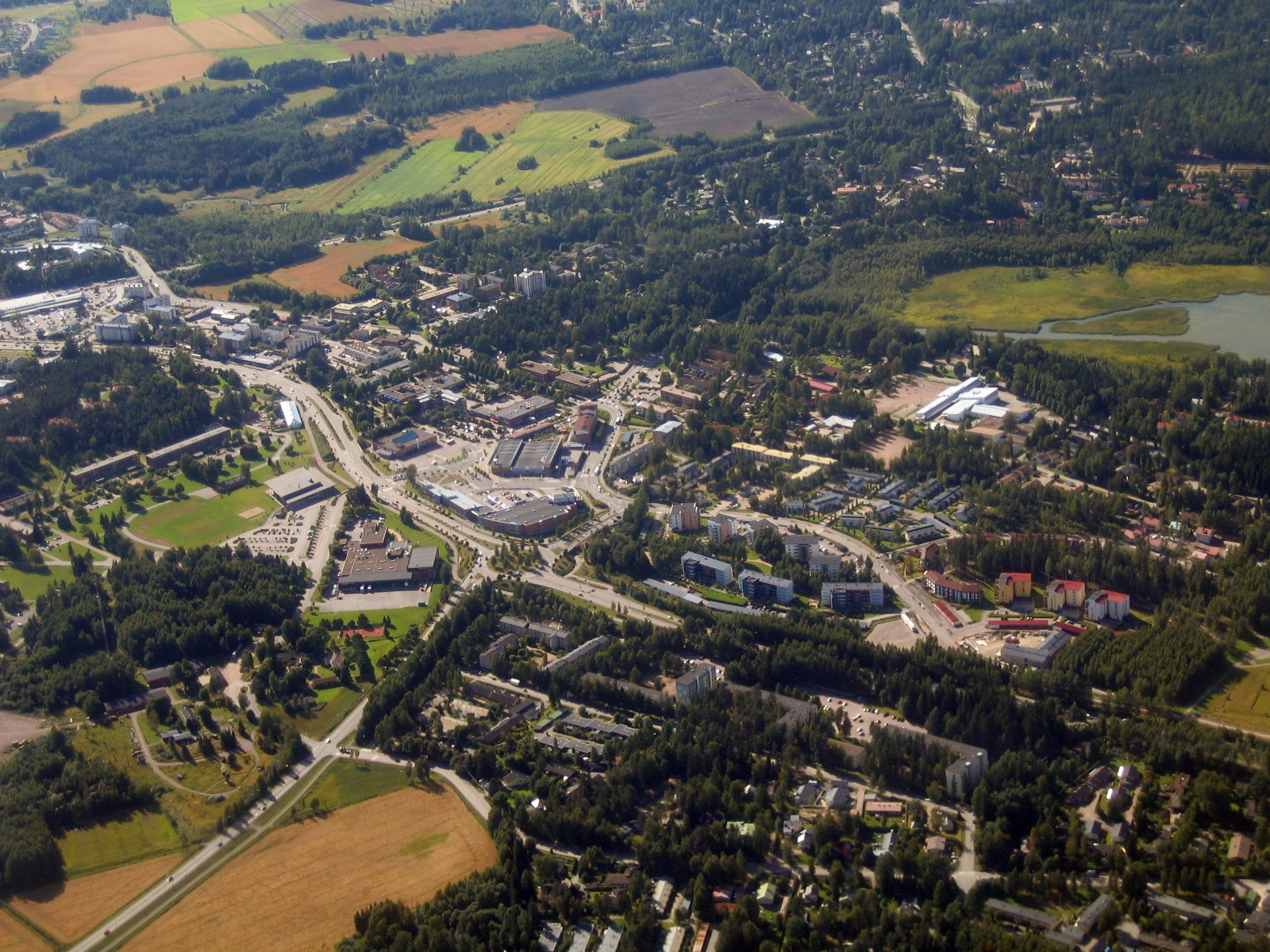
Luftbild von Hyrylä

Hyrylä [ˈhyrylæ] (schwed. Skavaböle) ist ein Ort in der Gemeinde Tuusula im Süden Finnlands. Er ist das größte und südlichste der drei Siedlungszentren der Gemeinde und Sitz der Gemeindeverwaltung von Tuusula. Im Ort Hyrylä leben 19.881 Einwohner (2004).
Hyrylä liegt etwa 14 km vom Flughafen Helsinki-Vantaa entfernt und ist über die als Autobahn ausgebaute Hauptstraße 45 (Tuusulanväylä) mit Helsinki verbunden, das 28 km entfernt liegt. In den Ort sind viele Menschen zugezogen, die als Pendler ihre Arbeitsplätze in Helsinki haben.
Hyrylä entstand im 19. Jahrhundert um eine russische Garnison in der Zeit, als Finnland als Großfürstentum Finnland Teil des russischen Reiches war. Später war hier das Luftabwehrregiment Helsinki stationiert. Noch heute befindet sich in Hyrylä das finnische Flugabwehr-Museum (Ilmatorjuntamuseo).